# Poecilocloeus surdus
Poecilocloeus surdus är en insektsart som beskrevs av Marius Descamps 1980. Poecilocloeus surdus ingår i släktet Poecilocloeus och familjen gräshoppor. Inga underarter finns listade i Catalogue of Life.